# Resolutie 2014 Veiligheidsraad Verenigde Naties
Resolutie 2014 van de Veiligheidsraad van de Verenigde Naties werd op 21 oktober 2011 met unanimiteit aangenomen door de VN-Veiligheidsraad. De resolutie veroordeelde het geweld in Jemen naar aanleiding van de protesten tegen het regime aldaar. De Veiligheidsraad schaarde zich ook achter het initiatief van de Golf-Samenwerkingsraad dat tot een machtsoverdracht moest leiden.
Ook president Saleh van Jemen had al aangegeven aan dat initiatief te zullen meewerken. President Saleh verwelkomde de resolutie, die verder ook zijn decreet om tot een overeenkomst te komen steunde.
Desondanks vielen de dag na de resolutie opnieuw doden en gewonden door de inzet van zware wapens.

## Achtergrond
Naar aanleiding van de Arabische Lente braken begin 2011 ook in Jemen protesten uit. Aanvankelijk waren die gericht tegen de slechte economische toestand, maar nadat het regime van president Saleh, die al 33 jaar aan de macht was, ze met geweld probeerde te onderdrukken werd ook diens aftreden geëist. De president bleef het leger inzetten tegen de betogers waarbij honderden doden vielen. Omgekeerd werd ook een aanslag gepleegd op het presidentieel paleis waarbij lijfwachten omkwamen en de president zelf zwaargewond raakte.

## Inhoud

### Waarnemingen
Er bestond ernstige bezorgdheid over de situatie in Jemen. De Veiligheidsraad steunde de pogingen van de Golf-Samenwerkingsraad om de politieke crisis in het land op te lossen. Ook de VN waren betrokken bij die inspanningen.
De Mensenrechtenraad maakte gewag van mensenrechtenschendingen in Jemen. Hier moest een onafhankelijk onderzoek naar gevoerd worden om straffeloosheid te voorkomen.
Op 23 september had de Golf-Samenwerkingsraad president Saleh van Jemen opgeroepen hun initiatief te onderschrijven en het gebruik van geweld tegen ongewapende betogers veroordeeld. De organisatie riep op tot terughoudendheid, een onmiddellijk staakt-het-vuren en de oprichting van een commissie die de dood van onschuldige burgers moest onderzoeken.
Intussen werd de situatie in Jemen — zowel het conflict als de humanitaire situatie — steeds slechter door het uitblijven van een oplossing. Het aantal vluchtelingen bleef stijgen, de droogte en de stijgende brandstof- en voedselprijzen zorgen voor ondervoeding en de toegang tot water en medische hulp werden steeds moeilijker.
Verder waren ook de bedreiging van Al Qaida op het Arabische Schiereiland en het risico op terreuraanslagen in Jemen groter geworden. De Veiligheidsraad veroordeelde alle aanslagen in Jemen op de bevolking en de autoriteiten, die het politieke proces ondermijnden. Zo werd ook de aanslag op het presidentieel paleis op 3 juni veroordeeld.
De Veiligheidsraad stond achter het presidentieel decreet van 12 september om een politiek akkoord te vinden waarin alle partijen zich konden vinden en een vreedzame en democratische machtsoverdracht te laten plaatsvinden door onder meer presidentsverkiezingen te houden.

### Handelingen
De Raad betreurde de vele honderden doden — voornamelijk burgers — in Jemen. Men veroordeelde ook sterk de mensenrechtenschendingen door de autoriteiten, zoals het buitensporig geweld tegen vreedzame betogers. Er werd geëist dat alle partijen afzagen van geweld om hun politieke doelen te bereiken.
De ondertekening van een akkoord op basis van het initiatief van de Golf-Samenwerkingsraad was essentieel voor de politieke overgang. De president van Jemen werd dan ook aangespoord het te ondertekenen en uit te voeren, zoals hij al had aangegeven te willen doen.
De oppositiegroepen in Jemen moesten een constructieve rol spelen in dit akkoord en afzien van geweld. Gewapende groeperingen moesten wegblijven uit gebieden waar vreedzaam betoogd werd en afzien van geweld en provocatie en het inzetten van kinderen. Alle partijen werden ook opgeroepen geen vitale infrastructuur te viseren.

## Verwante resoluties
- Resolutie 2051 Veiligheidsraad Verenigde Naties (2012)
- Resolutie 2140 Veiligheidsraad Verenigde Naties (2014)

Lijst ·  1967 ·  1968 ·  1969 ·  1970 ·  1971 ·  1972 ·  1973 ·  1974 ·  1975 ·  1976 ·  1977 ·  1978 ·  1979 ·  1980 ·  1981 ·  1982 ·  1983 ·  1984 ·  1985 ·  1986 ·  1987 ·  1988 ·  1989 ·  1990 ·  1991 ·  1992 ·  1993 ·  1994 ·  1995 ·  1996 ·  1997 ·  1998 ·  1999 ·  2000 ·  2001 ·  2002 ·  2003 ·  2004 ·  2005 ·  2006 ·  2007 ·  2008 ·  2009 ·  2010 ·  2011 ·  2012 ·  2013 ·  2014 ·  2015 ·  2016 ·  2017 ·  2018 ·  2019 ·  2020 ·  2021 ·  2022 ·  2023 ·  2024 ·  2025 ·  2026 ·  2027 ·  2028 ·  2029 ·  2030 ·  2031 ·  2032